# کلینگنبرگ (زاکسونی)
کلینگنبرگ (به آلمانی: Klingenberg) یک شهر در آلمان است که در Verwaltungsgemeinschaft Pretzschendorf واقع شده‌است. کلینگنبرگ ۷٬۰۱۹ نفر جمعیت دارد.